# خرمايك (مقاطعة فراشبند)
خرمايك (بالفارسية: خرمایک) هي قرية تقع في قسم آويز الريفي في إيران. يقدر عدد سكانها بـ 604 نسمة .